# Pán nazgûlů
Pán nazgûlů je literární postava ve fantasy příbězích J. R. R. Tolkiena. Jde o náčelníka a velitele Nazgûlů. Byl též nazýván Černokněžným králem Angmaru nebo Černým kapitánem. Podle legendy jej nemohl zabít žádný muž. Jeho pravé jméno není odhaleno.

## Život
Černokněžný král byl velkým králem lidí. Ve Druhém věku on a osm dalších mužů
dostalo Devět prstenů moci od Temného pána Saurona. 
Bojoval ve válce Poslední aliance mezi roky 3434 a 3441 Druhého věku. Po Sauronově pádu odešel do stínů. O tisíc let později ve Třetím věku, kdy Sauron na sebe vzal podobu Nekromanta a založil pevnost Dol Guldur v jižním Temném hvozdu v roce 1050 Třetího věku. S ním se vrátili nazgûlové.
V roce 1300 Třetího věku založil říši Angmar na severu. Podle černé magie a moci, kterou proti svým nepřátelům používal, byl nazýván Černokněžným králem. Přes 500 let válčil s Dúnadany na severu. Nakonec zničil království Arthedain, ale byl poražen v bitvě u Fornostu. V této válce se proti němu postavili také elfové a Gondor.
Tehdy Glorfindel vyslovil svou věštbu:
„Nepronásleduj ho! On se do těchto zemí nevrátí. Daleko je jeho zkáza a nepadne rukou muže.“
V roce 1980 T. v. se vrátil do Mordoru. Poté (v roce 2000 Třetího věku) oblehl Minas Ithil. Po dvouletém obléhání město dobyl a zmocnil se palantíru.
Ve válce o prsten byl vyslán Sauronem, aby nalezl Nositele prstenu. Zasáhl jej dýkou, ale Frodo s pomocí elfů unikl. Elfové také zničili koně nazgûlů.
Po Sarumanově porážce odletěl do Železného pasu pro Nositele prstenu. Ten tam však nebyl. Vedl vojska Mordoru k útoku na Gondor, dobyl Osgiliath a oblehl Minas Tirith v bitvě na Pelennorských polích. Po zničiení brány, pozdvihl meč proti Gandalfovi, avšak k souboji nedošlo, protože konečně přijeli Jezdci Marky a zvuk severských rohů se rozezněl nad bojištěm. Kohout svým kokrháním přivítal úsvit. Pán nazgûlů se zarazil, otočil se a na svém létajícím monstru odletěl, aby čelil novému nepříteli. Zaútočil na krále Théodena a rozehnal jeho vojáky hrůzou své přítomnosti. Králův kůň Bělohřívák se v hrůze vzepjal a byl zasažen černou střelou; padl a rozdrtil krále pod svým tělem. Mrchožravý létavec Černokněžného krále se snesl na Bělohřívákovo tělo, zaryl do něj drápy a ohnul svůj holý krk, aby mohl hodovat.
Théodén však nezůstal sám, ačkoliv většina jeho družiny byla rozehnána nebo pobita. Na pomoc mu přišel jezdec Dernhelm a vybídl Pána nazgûlů, aby odtáhl a nechal mrtvé na pokoji. Černokněžný král se mu vysmál a prozradil mu proroctví, podle nějž ho nemůže zabít žádný živý muž. Dernhelm se mu v tu chvíli odhalil, zasmál se a zvolal:
„Ale já nejsem živý muž! Máš před sebou ženu. Jsem Éowyn, Éomundova dcera.“
Létající nestvůra na Éowyn zaútočila, ale Éowyn jí mečem uťala hlavu. Z umírajícího monstra povstal sám Černý jezdec, vydal výkřik a udeřil svým palcátem. Éowyn jeho ránu kryla štítem, ten se však roztříštil na malé kousky. Zraněná Éowyn klopýtla a padla na kolena. Černokněžný král pozvedl palcát, aby ji zabil. To ale překazil Smíšek, který se k Černému jezdci připlížil zezadu a přeťal mu šlachu pod kolenem mečem, jenž byl ukován za časů války mezi Arnorem a Angmarem a byl určen samotnému Černokněžnému králi. Zraněný Pán nazgûlů zakolísal, Éowyn povstala a zarazila meč mezi jeho korunu a plášť, čímž ho zabila; zbraň přitom byla zničena a sama Éowyn se zhroutila.